# Liste von Sprengstoffanschlägen im Jahr 1979
Die Liste von Sprengstoffanschlägen im Jahr 1979 erfasst Anschläge mit Sprengladungen und anderen Spreng- und Brandvorrichtungen gegen Einrichtungen und Ansammlungen von Menschen, die im Jahr 1979 passierten. Zu den Formen zählen unter anderem Auto- und Rucksackbomben. Siehe auch Liste von Anschlägen auf Verkehrsflugzeuge.

## Liste
| Datum         | Ereignis | Ort            | Staat                  | Tote | Verletzte | Anmerkung, Quellen |
| ------------- | --- | -------------- | ---------------------- | ---- | --------- | --- |
| 18. Jan. 1979 | Sprengstoffanschlag auf Markt                                                                                    | Jerusalem      | Israel                 | 0    | 21        | [ 1 ] |
| 28. Jan. 1979 | Sprengstoffanschlag auf Markt                                                                                    | Moya           | Israel                 | 5    | 55        | [ 2 ] |
| 1. Feb. 1979  | Sprengstoffanschlag auf Dorf                                                                                     | nahe Peschawar | Pakistan               | 6    | 40        | [ 3 ] |
| 12. Feb. 1979 | Air-Rhodesia-Flug 827                                                                                            |                | Rhodesien              | 59   | 0         | [ 4 ] |
| 9. März 1979  | Granatenangriff auf Möbelgeschäft                                                                                | Thaton         | Myanmar                | 5    | 60        | [ 5 ] |
| 27. März 1979 | Sprengstoffanschlag auf jüdische Studentenkantine                                                                | Paris          | Frankreich             | 0    | 26        | [ 6 ] |
| 10. Apr. 1979 | Sprengstoffanschlag auf jüdische Studentenkantine                                                                | Tel Aviv-Jaffa | Israel                 | 1    | 33        | [ 7 ] |
| 14. Mai 1979  | Sprengstoffanschlag auf Stadtzentrum                                                                             | Tiberias       | Israel                 | 2    | 28        | [ 8 ] |
| 26. Mai 1979  | Sprengstoffanschlag auf Café                                                                                     | Madrid         | Spanien                | 8    | 39        | [ 9 ] |
| 30. Mai 1979  | Anschlag mit Sprengstoff, Schusswaffen und Panzerfäusten auf Militärpatrouille                                   | Udon Thani     | Thailand               | 27   | 3         | [ 10 ] |
| 16. Juni 1979 | Sprengstoffanschlag auf Café                                                                                     | Mailand        | Italien                | 0    | 23        | [ 11 ] |
| 16. Juni 1979 | Anschlag mit Schusswaffen und Granaten auf Militärgebäude                                                        | Aleppo         | Syrien                 | 54   |           | [ 12 ] |
| 23. Juni 1979 | Sprengstoffanschlag auf Kaffeehaus                                                                               | Istanbul       | Türkei                 | 1    | 38        | [ 13 ] |
| 15. Juli 1979 | Sprengstoffanschlag auf Moschee                                                                                  | Chorramschahr  | Iran                   | 7    | 60        | [ 14 ] |
| 28. Juli 1979 | Sprengstoffanschlag auf den Flughafen Madrid-Barajas, den Bahnhof Madrid Atocha und den Bahnhof Madrid Chamartín | Madrid         | Spanien                | 6    | 109       | [ 15 ] [ 16 ] [ 17 ] |
| 27. Aug. 1979 | Attentat auf Louis Mountbatten                                                                                   | Sligo          | Vereinigtes Königreich | 4    | mehrere   | Attentat der IRA auf Louis Mountbatten, Mitglied der königlichen Familie. Dem Anschlag fielen drei weitere Menschen zum Opfer, darunter sein 14 Jahre alter Enkel Nicholas Knatchbull. Weiterhin wurden mehrere Familienmitglieder teilweise schwer verletzt. |
| 27. Aug. 1979 | Anschlag von Warrenpoint 1979                                                                                    | Warrenpoint    | Vereinigtes Königreich | 19   | 7         | [ 18 ] |
| 27. Aug. 1979 | Sprengstoffanschlag auf Bus                                                                                      | Ghazni         | Afghanistan            | 50   | 0         | [ 19 ] |
| 19. Sep. 1979 | Sprengstoffanschlag auf Markt                                                                                    | Jerusalem      | Israel                 | 1    | 42        | [ 20 ] |
| 25. Sep. 1979 | Sprengstoffanschlag auf Nationalpalast                                                                           | San Salvador   | El Salvador            | 7    | 30        | [ 21 ] |
| 26. Sep. 1979 | Granatenangriff                                                                                                  | Mahabad        | Iran                   | 1    | 20        | [ 22 ] |
| 5. Okt. 1979  | Sprengstoffanschlag auf Basar                                                                                    | Chorramschahr  | Iran                   | 1    | 35        | [ 23 ] |
| 26. Nov. 1979 | Sprengstoffanschlag auf Kanzlei                                                                                  | Lurgan         | Vereinigtes Königreich | 0    | 23        | [ 24 ] |
| 24. Dez. 1979 | Sprengstoffanschlag auf Kathedrale                                                                               | Zamboanga City | Philippinen            | 6    | 28        | [ 25 ] |